# Szelényi Zsuzsanna
Szelényi Zsuzsanna (Veszprém, 1966. október 6. – ), magyar író, politikus, külpolitikai szakértő. A Democracy Institute Leadership Academy (DILA) közép- és kelet-európai igazgatója. Első könyve, a "Tainted Democracy, Viktor Orban and the Subversion of Hungary" 2022-ben jelent meg. 1990-től 1994-ig a Fidesz, 2014-től 2018-ig az Együtt országgyűlési képviselője volt.

## Élete
Balatonalmádiban nőtt fel. Pszichológia MA diplomát szerzett az ELTE-n 1993-ban, nemzetközi tanulmányok szakot végzett a Budapesti Corvinus Egyetemen, valamint az USA-ban a The Fletcher School of Law and Diplomacy-ban (Global Master of Arts Program).
Férje Karvalits Ferenc, az MNB volt alelnöke. Három gyermekük van.

## Munkássága
Szelényi Zsuzsanna 1988-ban, a demokratikus átmenet idején csatlakozott a Fideszhez, és a kezdeti időkben a párt elnökségi tagja volt. 1990-ben 24 évesen országgyűlési képviselővé választották a párt Veszprém Megyei területi listájáról. Szelényi több országos parlamenti bizottságban töltött be fontos szerepet: az Oktatási, Ifjúsági és Sportbizottságban (1992), a Szociális, Családügyi és Egészségügyi Bizottságban (1992–1994), és a Külügyi Bizottságban (1994). Tagja volt az Európa Tanács Parlamenti Közgyűlésének. 1994-ben hagyta el a Fideszt, amikor a párt politikai álláspontját liberálisról konzervatívra változtatta.
Szelényi 1994–1996 között a Kulturális és Oktatási Minisztérium miniszteri biztosaként dolgozott. 1996–2010 között az Európa Tanács tisztviselője, a Budapesti Európai Ifjúsági Központ (European Youth Centre Budapest) igazgatóhelyetteseként kormányok és civil szervezetek számára adott tanácsokat. 2010 és 2012 között nemzetközi fejlesztési tanácsadóként dolgozott a Balkánon és Észak-Afrikában. 
Számos nonprofit szervezet tevékenységében vett részt, többek között az Active Citizenship Foundation, a German Marshall Fund of the United States Marshall Memorial Fellowship és a Magyarországi Európa Társaság munkájában.
2012 márciusában Bajnai Gordon volt miniszterelnökkel közösen megalapította az Együtt nevű pártot. Indult a 2014-es országgyűlési választáson Budapest II. kerületében, de a parlamentbe a párt listájáról került be. 2014 és 2018 között a Költségvetési Bizottság tagjaként dolgozott. Átfogó külpolitikai munkát végzett, és kiépítette a Visegrad4Europe hálózatot az Európa-párti politikusok és közép-kelet-európai think tank-ek számára.
2019-ben meghívást kapott a bécsi Institut für die Wissenschaften vom Menschen Európa Jövője ösztöndíjra. 2020-ban Richard von Weizsäcker ösztöndíjat kapott a berlini Robert Bosch Akadémián.
2022 óta a Democracy Institute Leadership Academy alapító igazgatói posztját tölti be a Közép-Európai Egyetem budapesti campusán.